# Carvão (arte)
Carvão de artista é um material de artes seco normalmente usados por artistas pelas suas propriedades versáteis como a sua textura áspera que deixa marcas menos permanentes que outros materiais. Pode produzir linhas mais claras e escuras enquanto são facilmente removíveis e vulneráveis a deixar manchas no papel. Pode ser aplicado em quase qualquer superfície desde lisa a muito grossa. Fixativos são normalmente utilizados para proteger o trabalho, prevenir apagamentos e manchas.

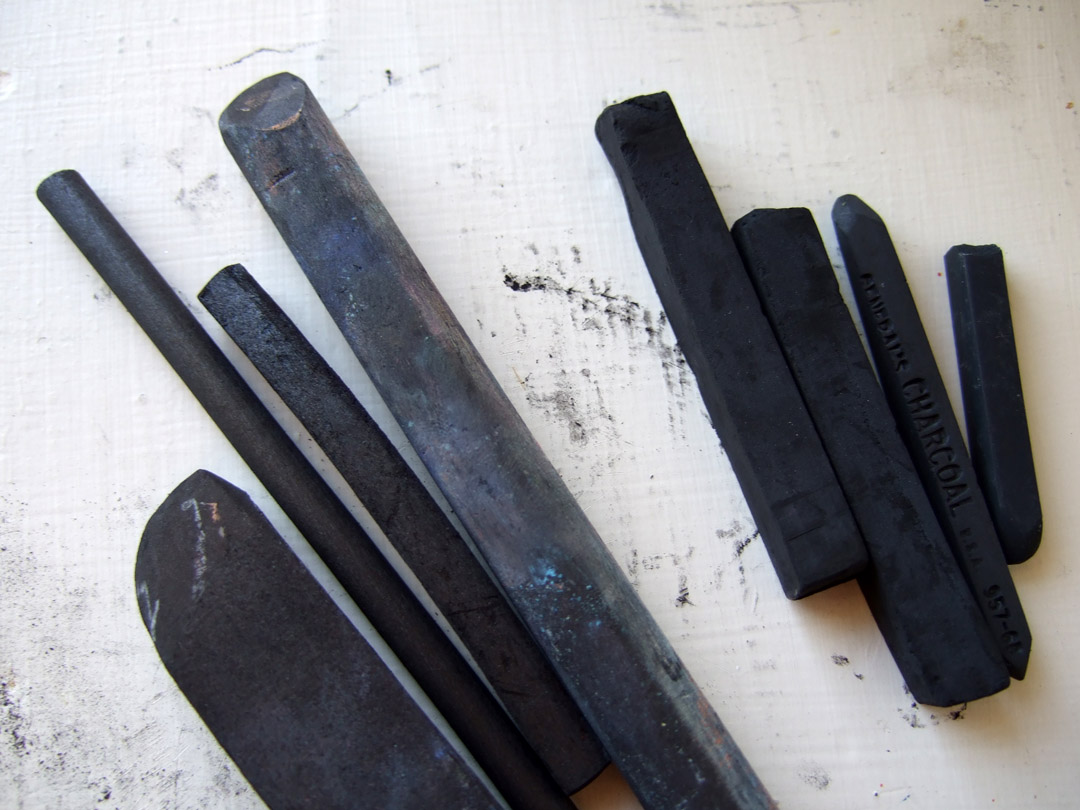

O tipo de madeira e método de preparação permite a criação de diferentes tipos de carvão.